# YOUR SONG ("D"Mix)
YOUR SONG ("D"Mix)（ユア・ソング “ディー”ミックス）は、TM NETWORK5枚目のシングル。1985年11月1日に発売された。

## 制作
OVA『吸血鬼ハンターD』の主題歌として起用され、TM NETWORKとしては初めてタイアップがついた。そのためか、ファンタジー色が強い歌詞となっている。
Aメロのみ木根が作曲し、それ以外を小室が作曲した。「映像が出来上がってから、音色作りに入る」のではなく、台本を見ながらイメージをふくらませて、音色を作ってから、歌詞・メロディの制作に入ったため、小室は「作るのに時間がかかりました。『ここに向かおう!』と言えるテーマの統一はなかったし、TMのイメージを損ないたくなかったし、『愛』を表現する部分も入れたかった」と制作に難航したが、その甲斐があって「聞きごたえ十分」と自信のある発言をしている。また、ライブを想定してアレンジを作っていないということを小室はバンドスコア「VISION MELODIES」のインタビューで答えている。
12インチシングルのため、収録時間が7分近くなっている。カップリング曲は表題曲のInstrumentalだが、Instrumental Disco Mixとして作られ、曲の構成の入替やミキシングが異なるため通常のカラオケとして使うには難があるヴァージョンである。

## ディスクジャケット
ジャケットに特典として、メンバー3人の姿を模したステッカーを添付してステッカーを自由に貼り好みのジャケットが作れるようになっていた。CD盤に当特典はない。

## ミュージック・ビデオ
ジャケットの四方に描かれた額縁風の枠はミュージック・ビデオの冒頭とラストにも使用されている。ミュージック・ビデオ制作の際、撮影が当初の予定時間をオーバーした為、次の仕事の予定が入っていたドラムスの山田わたる（FENCE OF DEFENSE）が途中で離脱。急遽代役のドラマーで撮影は続行された。そのため、完成したMVには山田と代役のドラマー、2人のカットが混在している。

## 記録
本作でオリコン順位は前作までから大きくジャンプアップ、小室もテレビ番組に出演した際に自信を口にしている。

## 収録曲
| 全作詞: 小室哲哉（#2除く）、全作曲: 小室哲哉、木根尚登、全編曲: 小室哲哉。 |                                                |                     |                     |      |
| #                                                                          | タイトル                                       | 作詞                | 作曲・編曲          | 時間 |
| 1.                                                                         | 「YOUR SONG ("D"Mix)」                         | 小室哲哉            | 小室哲哉、 木根尚登 | 6:39 |
| 2.                                                                         | 「YOUR SONG (Special Instrumental Disco Mix)」 | 小室哲哉 （#2除く） | 小室哲哉、 木根尚登 | 7:05 |
| 合計時間:                                                                  | 合計時間:                                      | 13:44               |                     |      |

## 収録アルバム
- TWINKLE NIGHT (TWINKLE MIX)
- Gift for Fanks
- TIME CAPSULE all the singles
- THE LEGEND TM NETWORK
- Welcome to the FANKS! (Special Instrumental Disco Mix)
- TM NETWORK THE SINGLES 1 (Disc 1に"D"Mix、初回限定盤のみ付属のDisc 2にSpecial Instrumental Disco Mixが収録)
- TM NETWORK ORIGINAL SINGLES 1984-1999
- TM NETWORK ORIGINAL SINGLE BACK TRACKS 1984-1999 (オリジナル・カラオケ)
- Gift from Fanks T
- Gift from Fanks M (TWINKLE MIX)